# 宇奈己呂和気神社
宇奈己呂和気神社（うなころわけじんじゃ）は、福島県郡山市三穂田町八幡にある神社。式内社（名神大社）で、旧社格は郷社。

## 祭神
主祭神
- 瀬織津比売命 - 祓戸大神の1柱

配祀神
- 八幡神：誉田別命（応神天皇）

## 歴史

### 創建
当社の旧記によれば、光仁天皇の時代、陸奥国には蝦夷がはびこり騒がしかったため、朝廷は天応元年（781年）1月に陸奥出羽按察使として藤原小黒麿を下向させたものの効果がなかった。翌年の延暦元年（782年）6月、新たに即位した桓武天皇は、大伴家持を陸奥出羽按察使・鎮守府将軍に任命して下向させた。しかし、蝦夷の勢力はたくましく盛んであったため、家持は高旗山の山頂に登り潔斎し、神々を祀り祈念すると、神霊が顕現して、安積の山々・八ツ旗山に奇瑞を現したという。奇瑞により神験を得た家持は雄々しく蝦夷平定の軍を進め、朝廷に背いたり従ったりを繰り返す蝦夷の賊徒たちを従わせることで陸奥や出羽の騒乱を鎮め、遂に民心の安穏を得ることができた。家持は平定を成し遂げることができたことに対する神恩に感謝し、高旗山の山頂に荘厳な社殿を建立して鎮守の神として奉斎したが、社殿は時を経て荒廃したので、延暦3年（784年）に現在の鎮座地である山崎へと遷座し社殿を造営、相殿神として八幡大神（誉田別命）を合祭した。源田温泉にある高旗山への登山道（参道）入口には上記の由緒書が書かれた看板があり、山頂には現在も宇奈己呂和気神社の石祠（奥宮）が祀られている。
当社社伝によれば、欽明天皇11年（550年?）、安積郡の高旗山山頂に瀬織津比売命が顕現したので祭祀されたのが始まりと伝わる。社伝では、瀬織津比売命は伊耶那岐命が阿波岐原で禊ぎ祓いした際、黄泉で受けた穢れより産まれた八十禍津日命と同神で、また、瀬織津比売命は、伊勢神宮の荒祭宮や廣田神社で祀られている「天照大御神荒御魂（撞賢木厳之御魂天疎向津比売命）」であり、世の中の罪穢・禍事を清める神としている。これは、大和朝廷への態度が定まらない陸奥国に対して、瀬織津比売命の神助により平定が成し遂げられるようにと祈願を込めて祭祀されたとされている。延暦3年（784年）に高旗山より現在の鎮座地へと遷座したという。

### 概史
『続日本後紀』によれば、承和14年（847年）に宇奈己呂和気神は従五位下の神階を授けられ、『類聚国史』には貞観11年（869年）に正五位下の神階へと昇叙されたという記述がある。延長5年（927年）に編纂された『延喜式』には、宇奈己呂和気神社は名神大社として指定され、安積郡の式内社三座の大社として領主・民衆から永きに渡って篤く尊崇された。また、宇奈己呂和気神社は安積三十三郷の総社（惣社）とされた。
鎌倉時代に入り、安積郡の地頭として工藤祐経が配置され、庶子である安積祐長を安積へと派遣した。当時、地元民衆の心をつかむためには「鎮守信仰」を利用することが常道とされていたため、工藤祐経も信仰していた伊豆国の三嶋大社・伊豆神社・箱根神社を安積郡に勧請した際は、いきなり宇奈己呂和気神社の相殿神として合祀することはせず、まずは境内末社として祀り、民衆の安定化と信仰の定着を図った。その後、応永6年（1399年）に足利満兼が陸奥・出羽支配のために足利満直（篠川御所）・足利満貞（稲村御所）を下した際も同じような政策が取られた。足利満直が陸奥国安積郡篠川に下向した際は、由緒ある宇奈己呂和気神社の再興を志し、応永9年（1402年）には社殿と境内を整備し、鎌倉より従い来た家来である大原康信を神官として任命し社務を執り行わせた。現在も大原家が宮司社家として奉斎している。
高旗山から現在の鎮座地に遷座した時に八幡大神を相殿神として合祀して以来、宇奈己呂和気神社は「八幡神社」、江戸時代には「相殿八幡神社」と呼ばれていた。武神である八幡神を祀るため、近隣の武将からも篤く崇敬を集めていた。領主であった伊東高行・蘆名盛高・蘆名盛氏・蒲生氏郷の社領二百石の寄進状や、上杉景勝の意が示された慶長5年(1600年)の関ヶ原の戦い前の祈願文、『相殿八幡文書』と呼ばれる古記録など貴重な文書が残されている。明治15年（1882年）には、宇奈己呂和気神社は郷社に指定された。

### 神階
- 承和14年（847年）11月4日、無位から従五位下 （『続日本後紀』）
- 貞観11年（869年）3月12日、従五位上から正五位下 （『日本三代実録』）

## 境内

### 社殿
社殿は、拝殿・幣殿・覆堂付き三間社流造の本殿からなる。三間社流造の本殿には御扉が3枚あり、社伝によれば、瀬織津比売命と誉田別命の他に、往古は春日大神（天児屋根命）が祀られていたという。現在は瀬織津比売命と誉田別命の二座であり、もう一座は空座となっている。

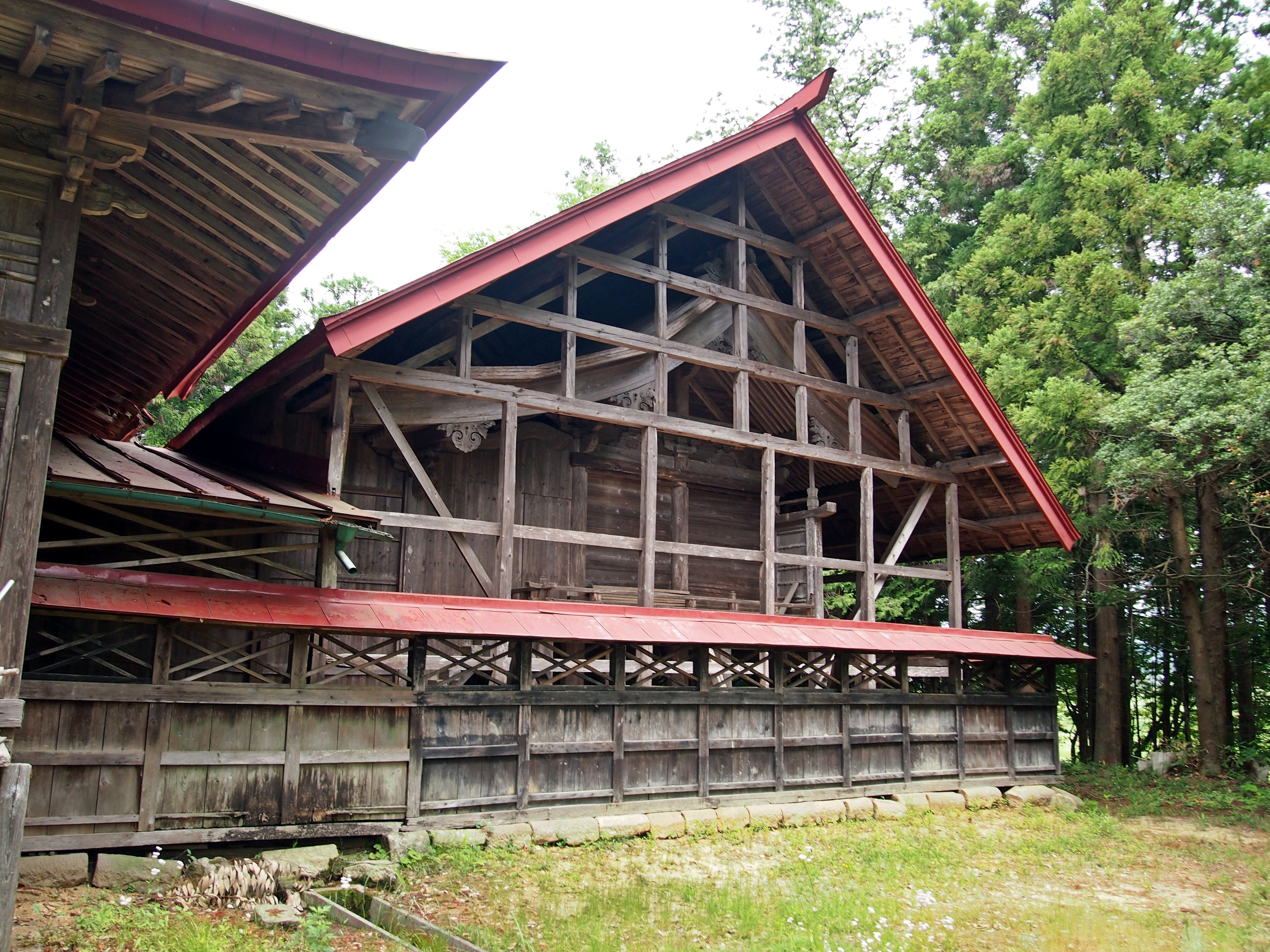
本殿 三間社流造。
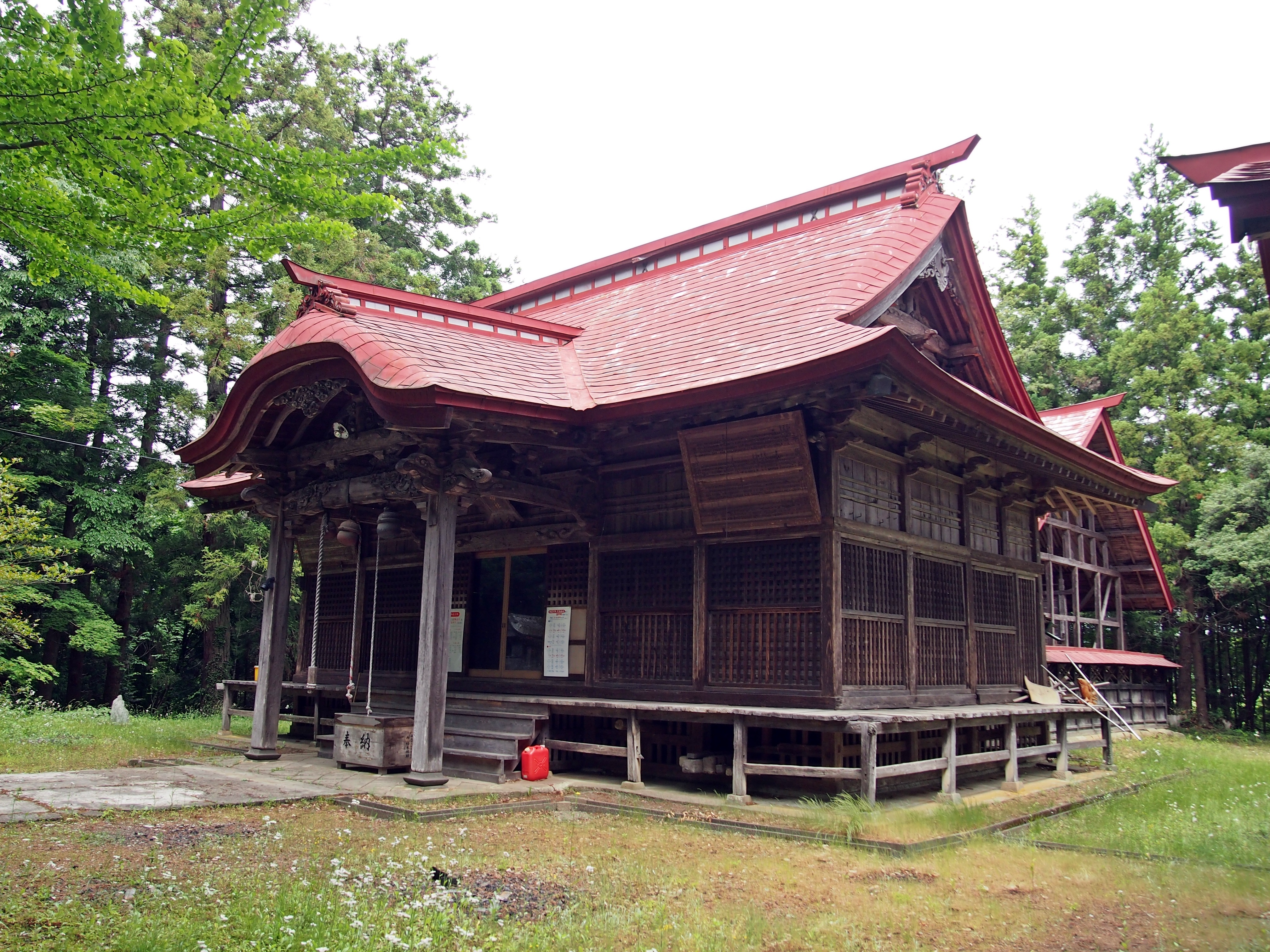
拝殿

拝殿内部
大絵馬「素戔嗚尊の八岐大蛇退治」「加藤清正の虎退治」や、安積疏水完成式典の際に伊藤博文が当社に参拝し幣帛料として3円を奉納した時の記録板、「八幡神社扁額」「安積惣社扁額」などが掲げられている。

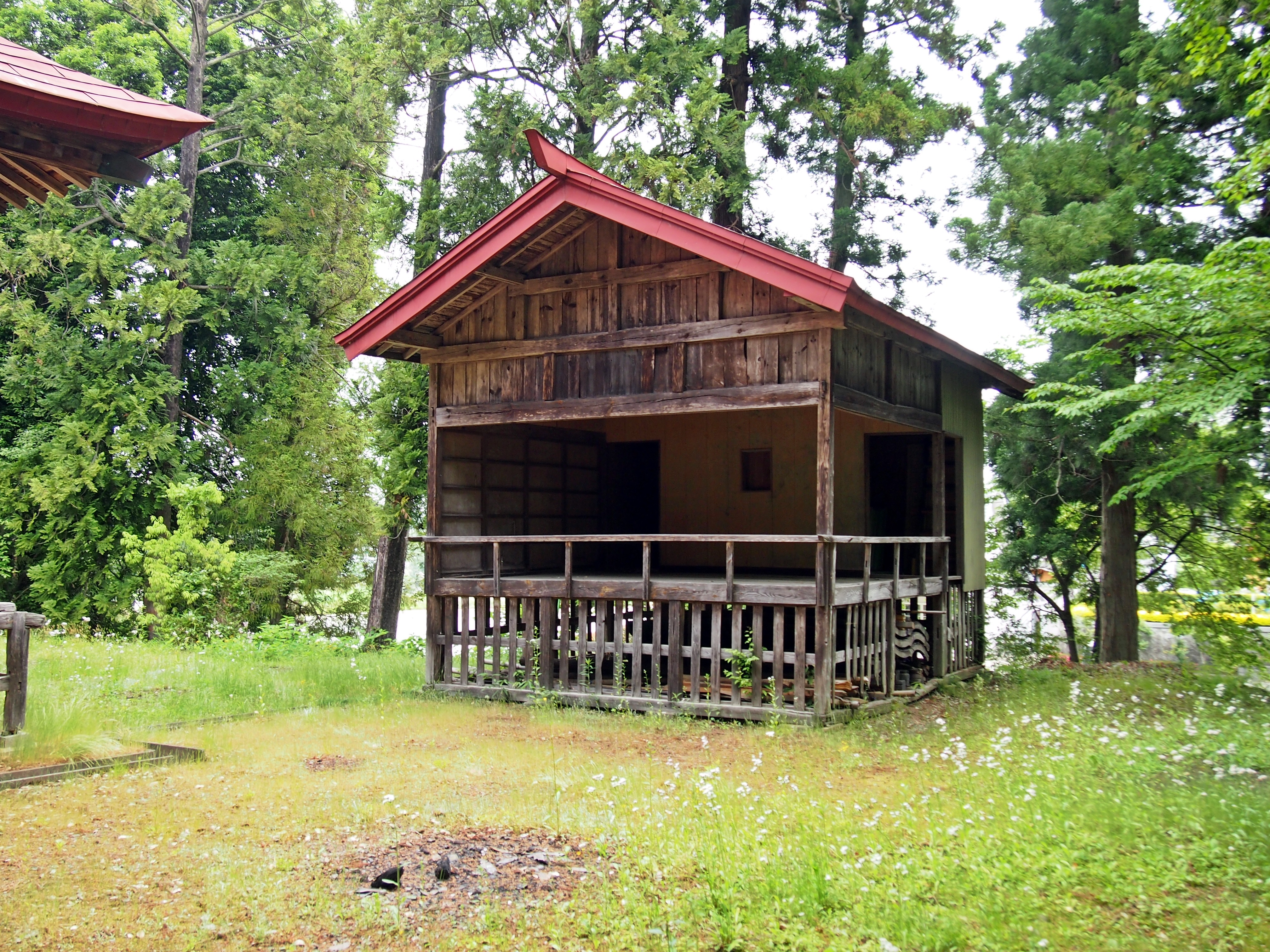
神楽殿

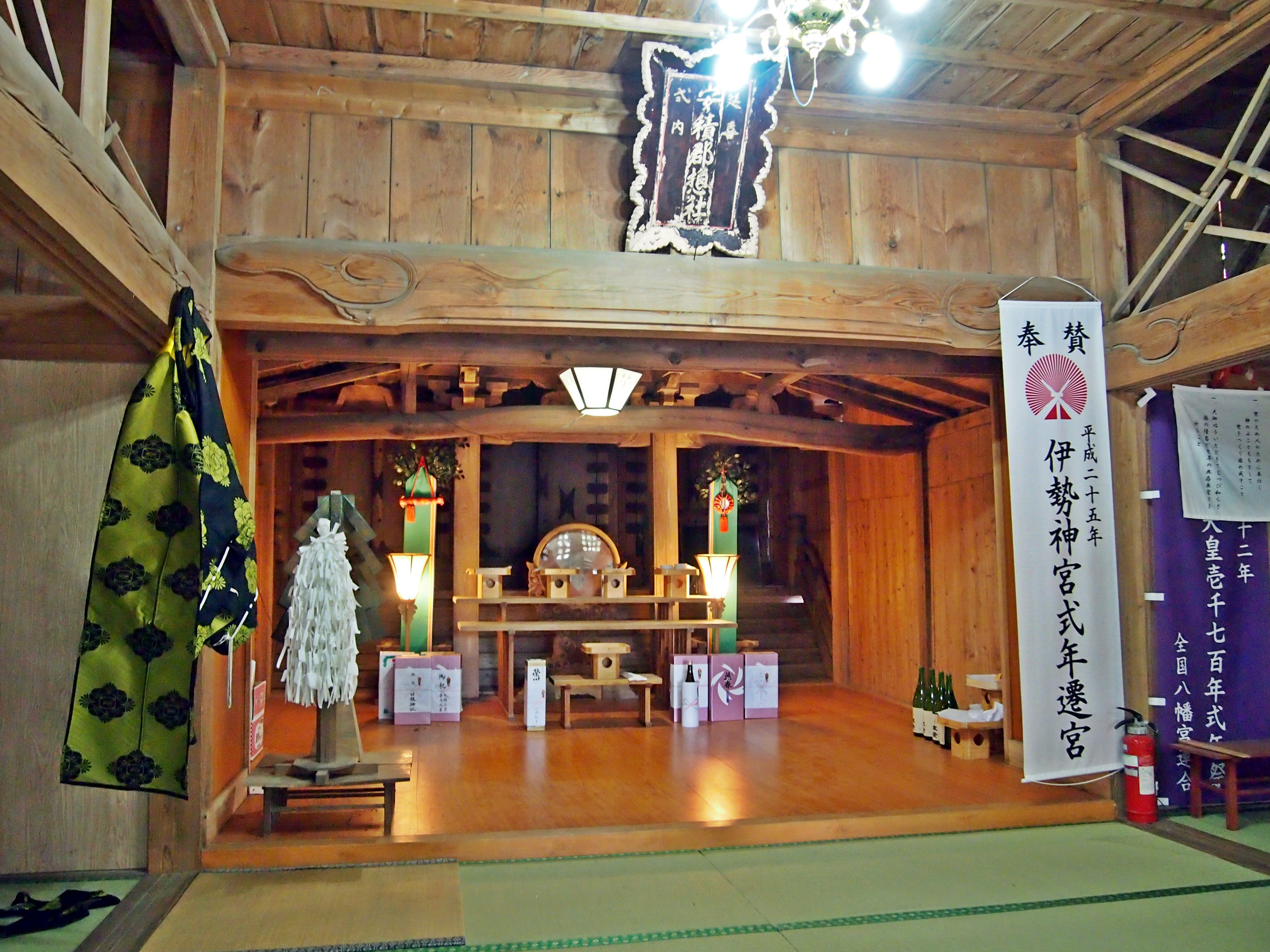
拝殿内部 神鏡の奥には三間社流造の本殿の3枚の御扉が見える
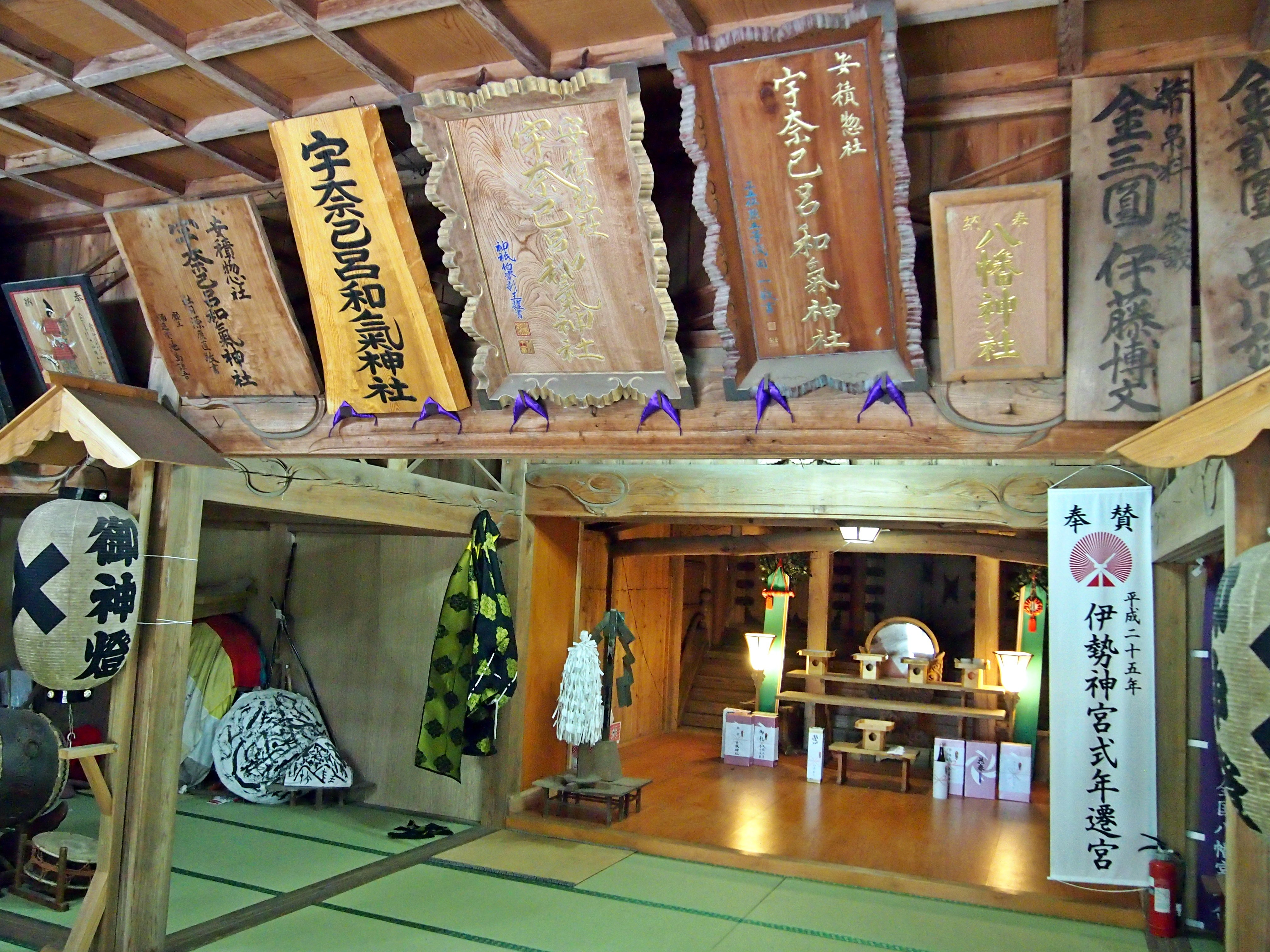
「安積惣社　宇奈己呂和気神社」や「八幡神社」などの扁額がある。
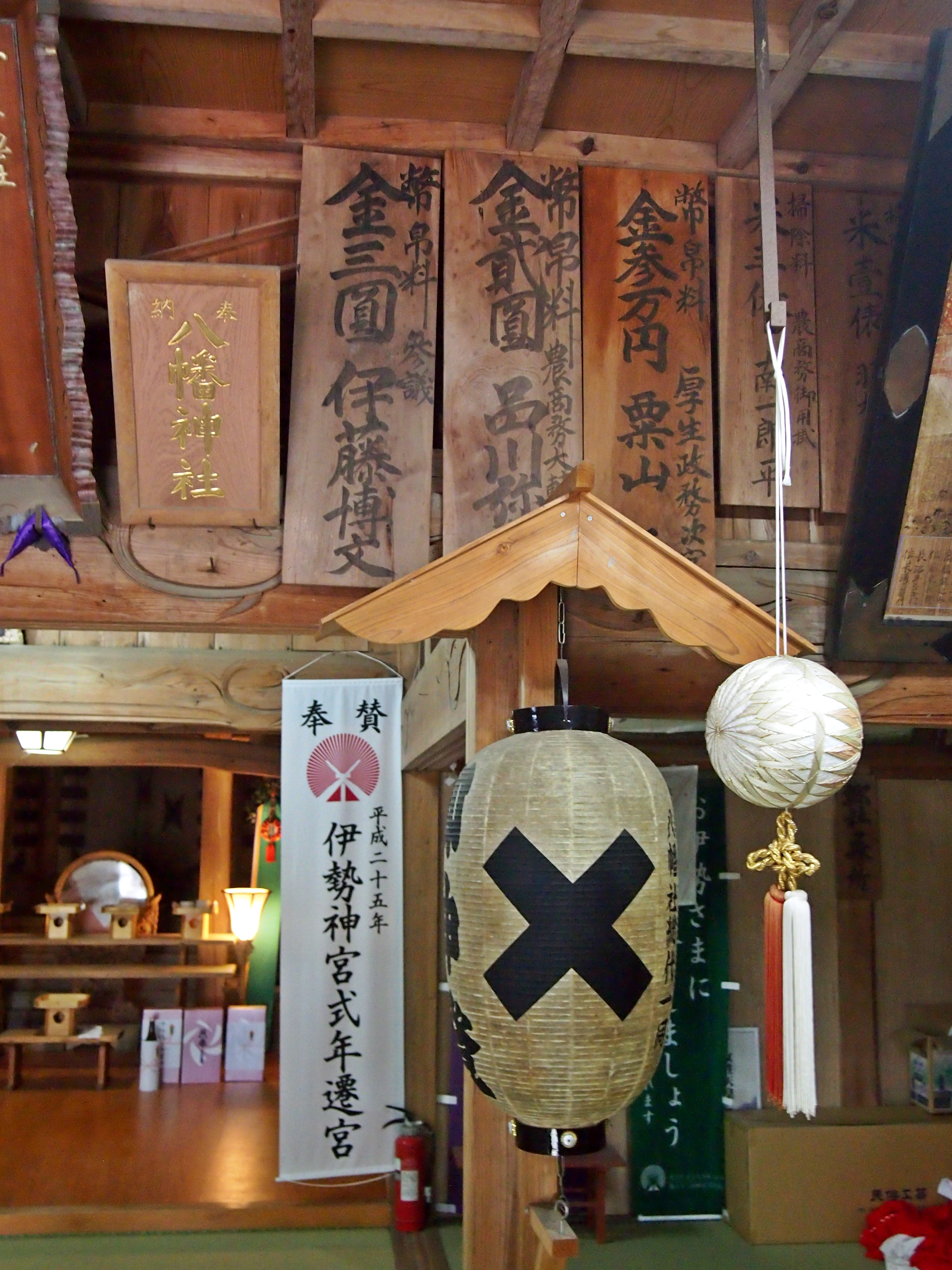
拝殿内部の「幣帛料 金三圓 参議 伊藤博文」の記録板
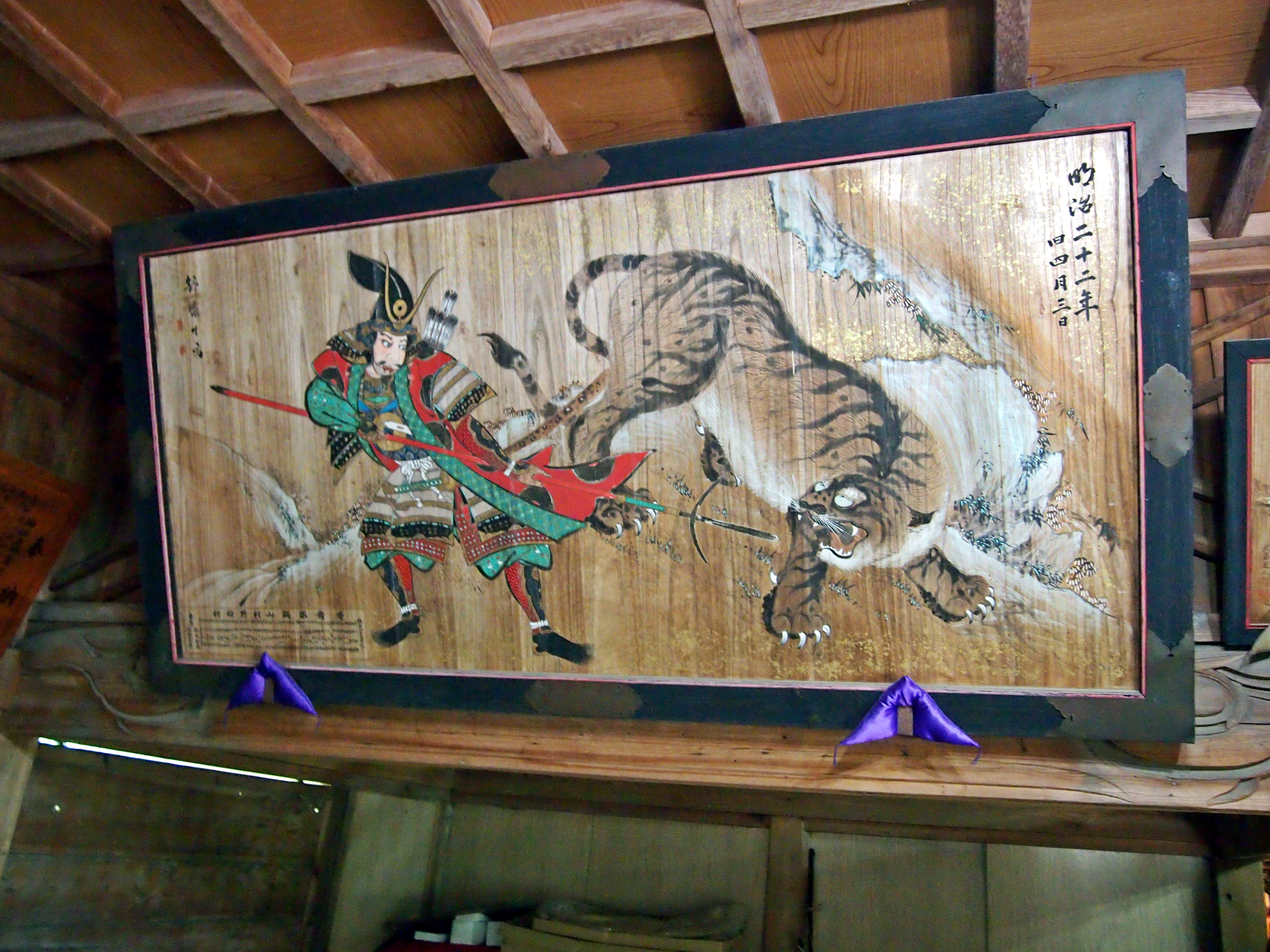
大絵馬「加藤清正の虎退治」
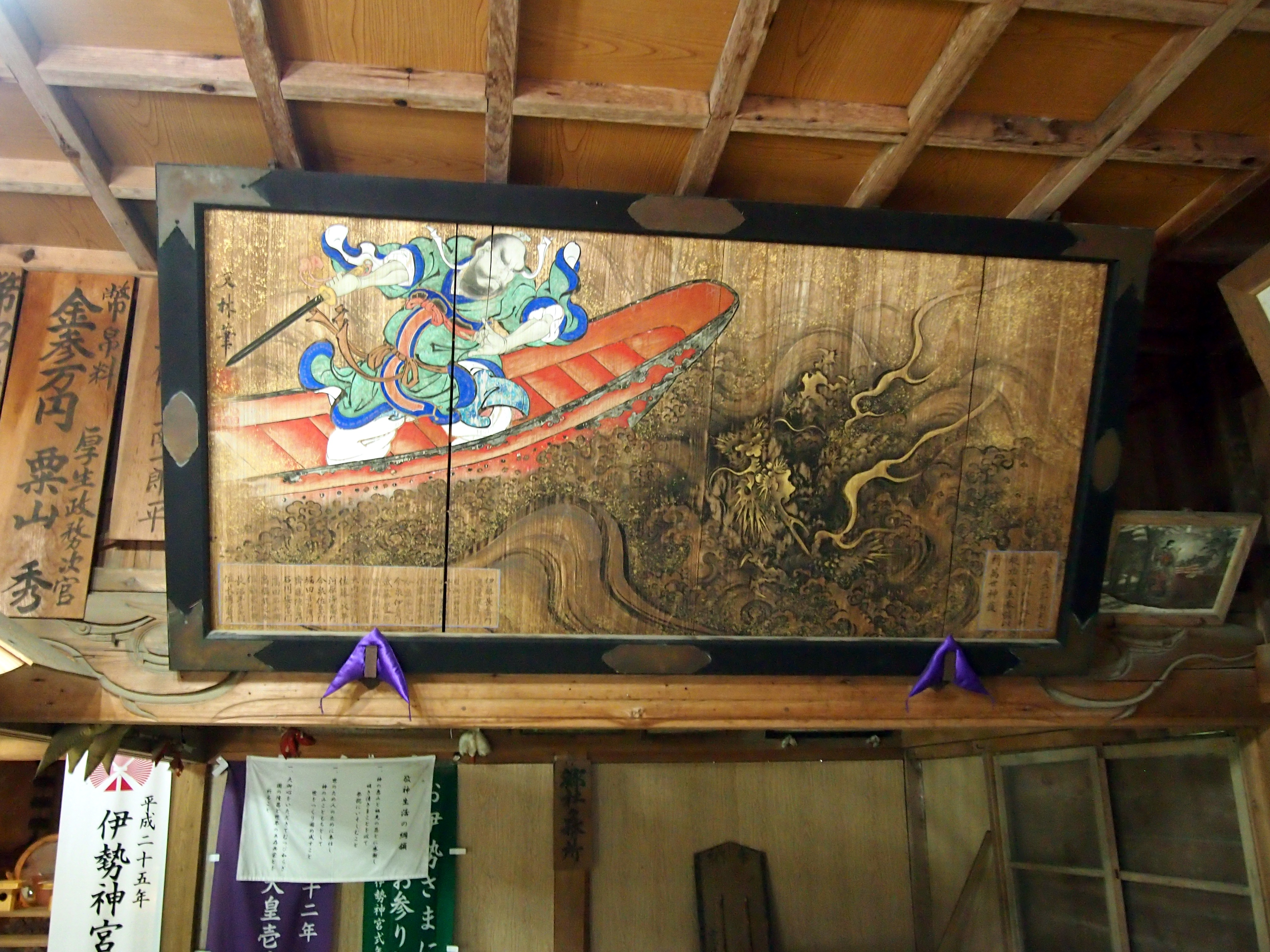
大絵馬「素戔嗚尊の八岐大蛇退治」

その他
- 神楽殿

### 鳥居・参道
鳥居をくぐると小川が流れており、参道西側には慰霊碑や水天宮（祭神：天之御中主神）の石祠があり、右側には社務所がある。

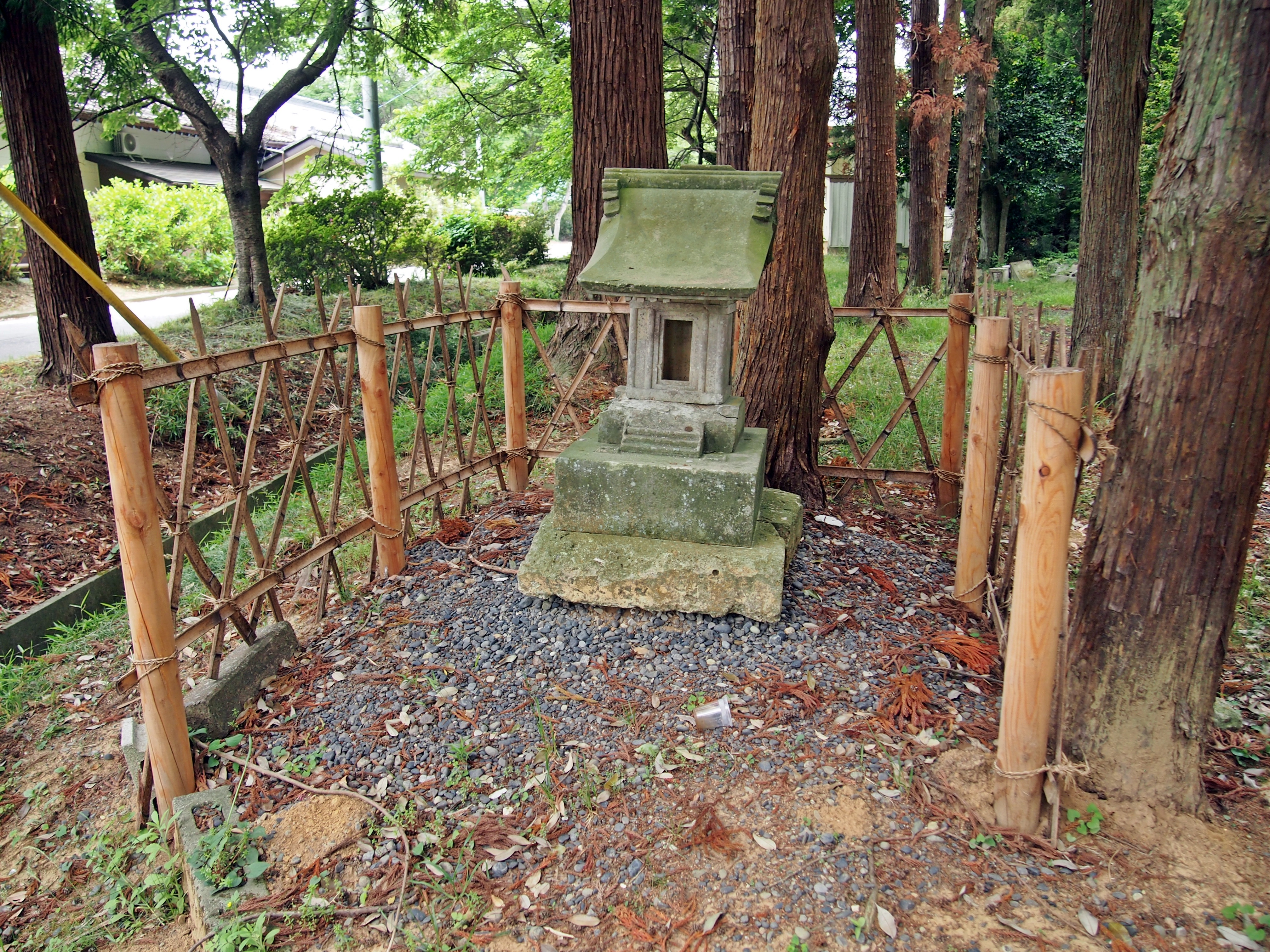
境内社・水天宮
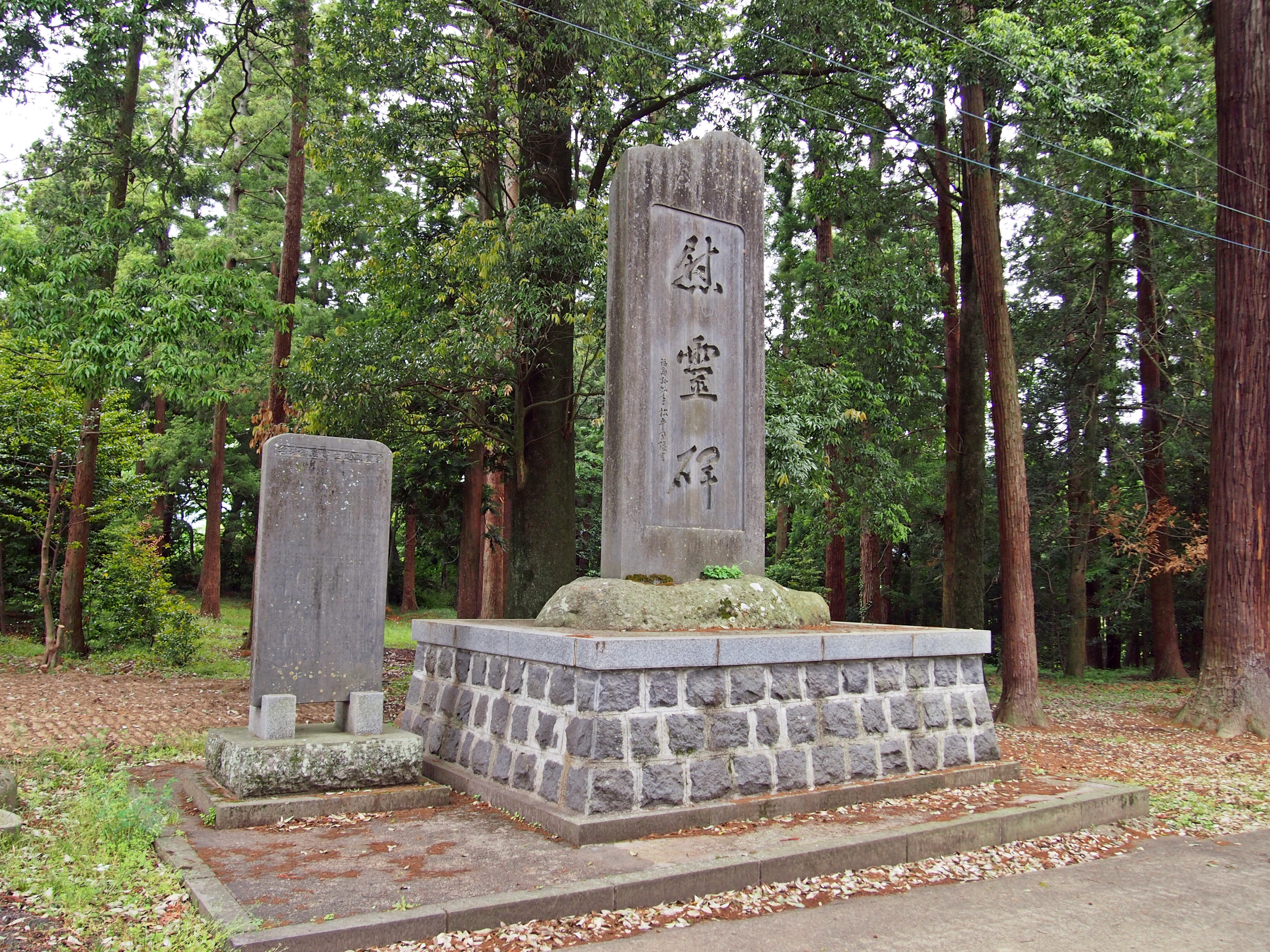
参道の慰霊碑
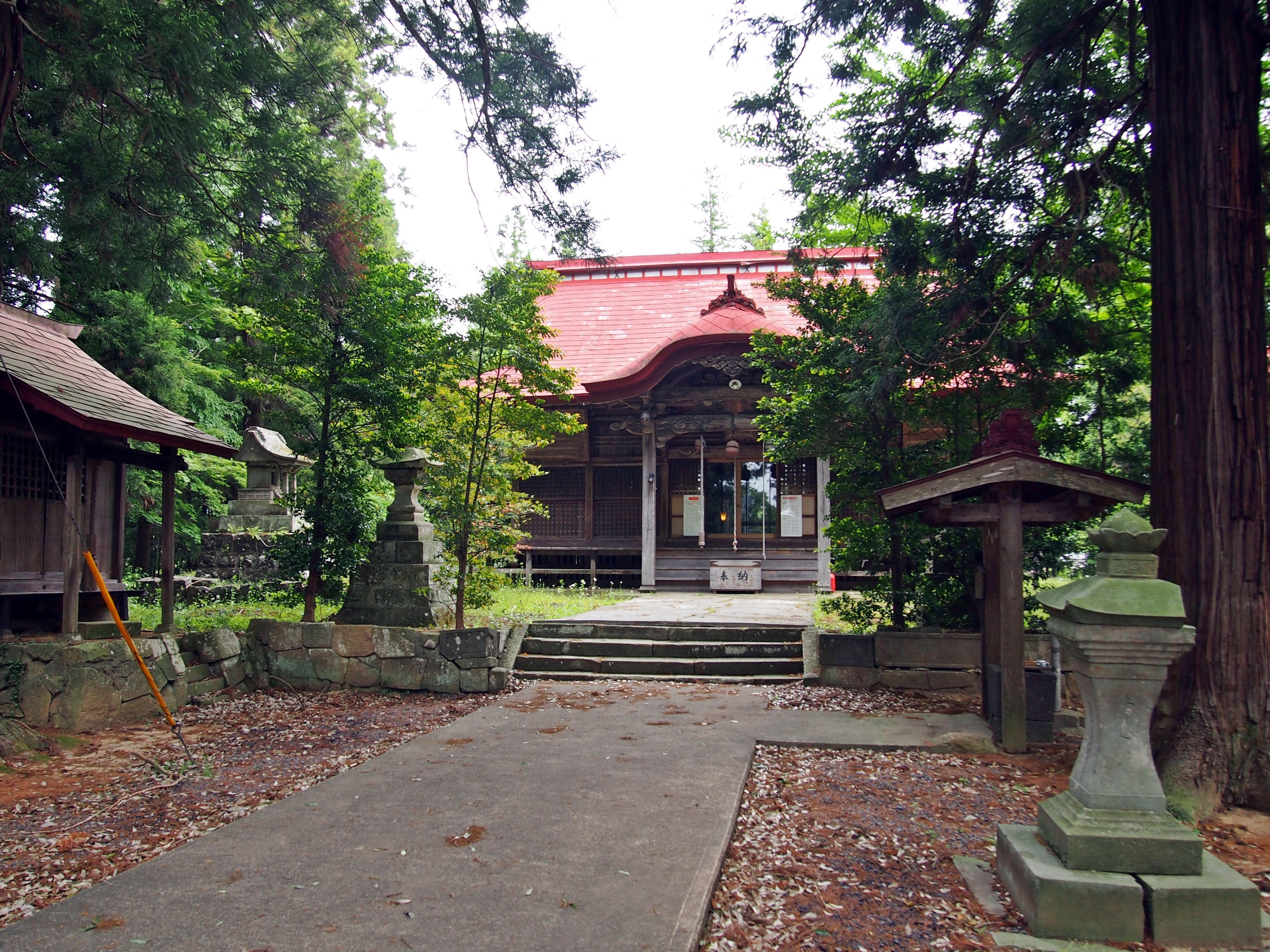
参道
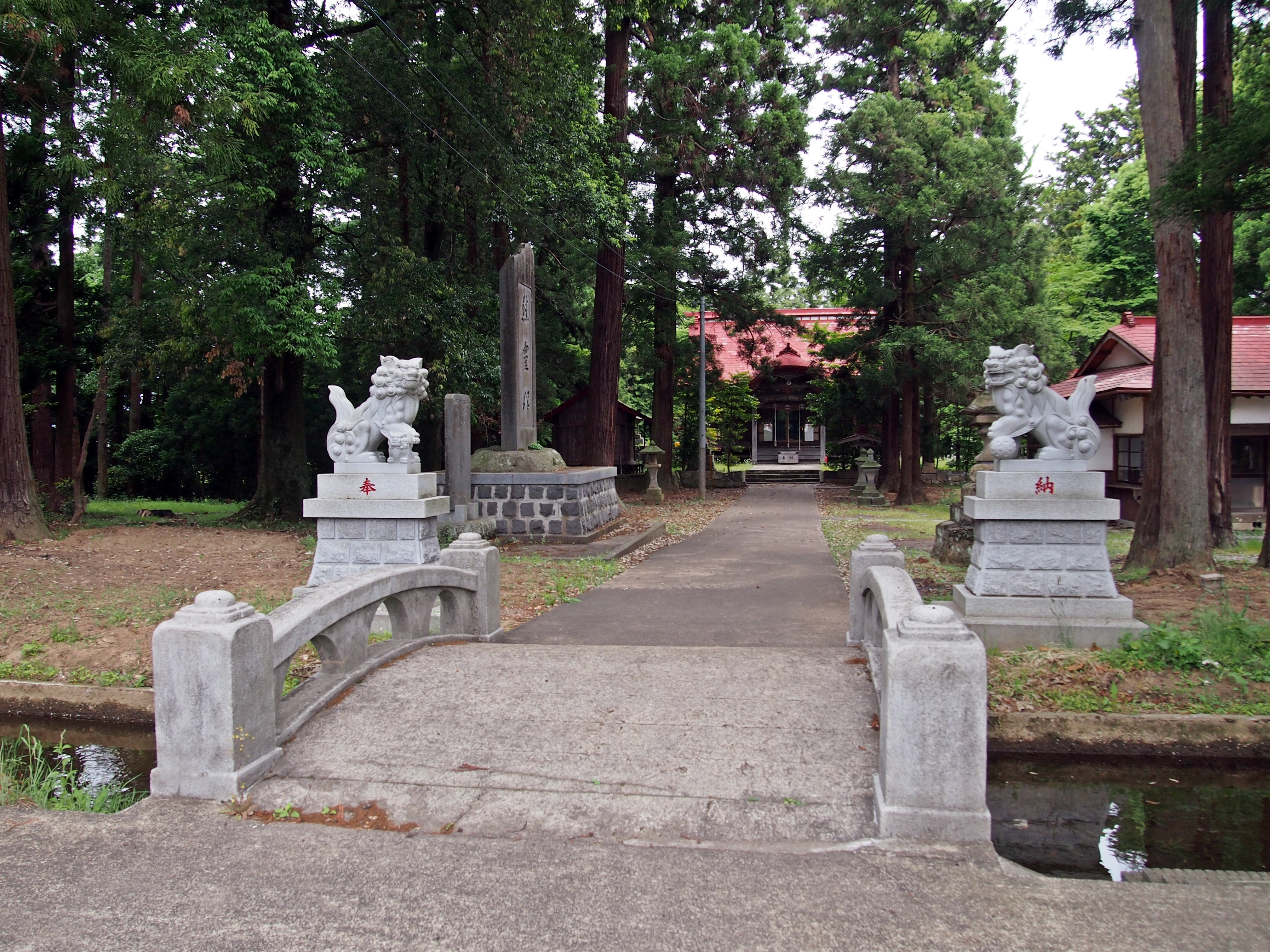
参道と石橋
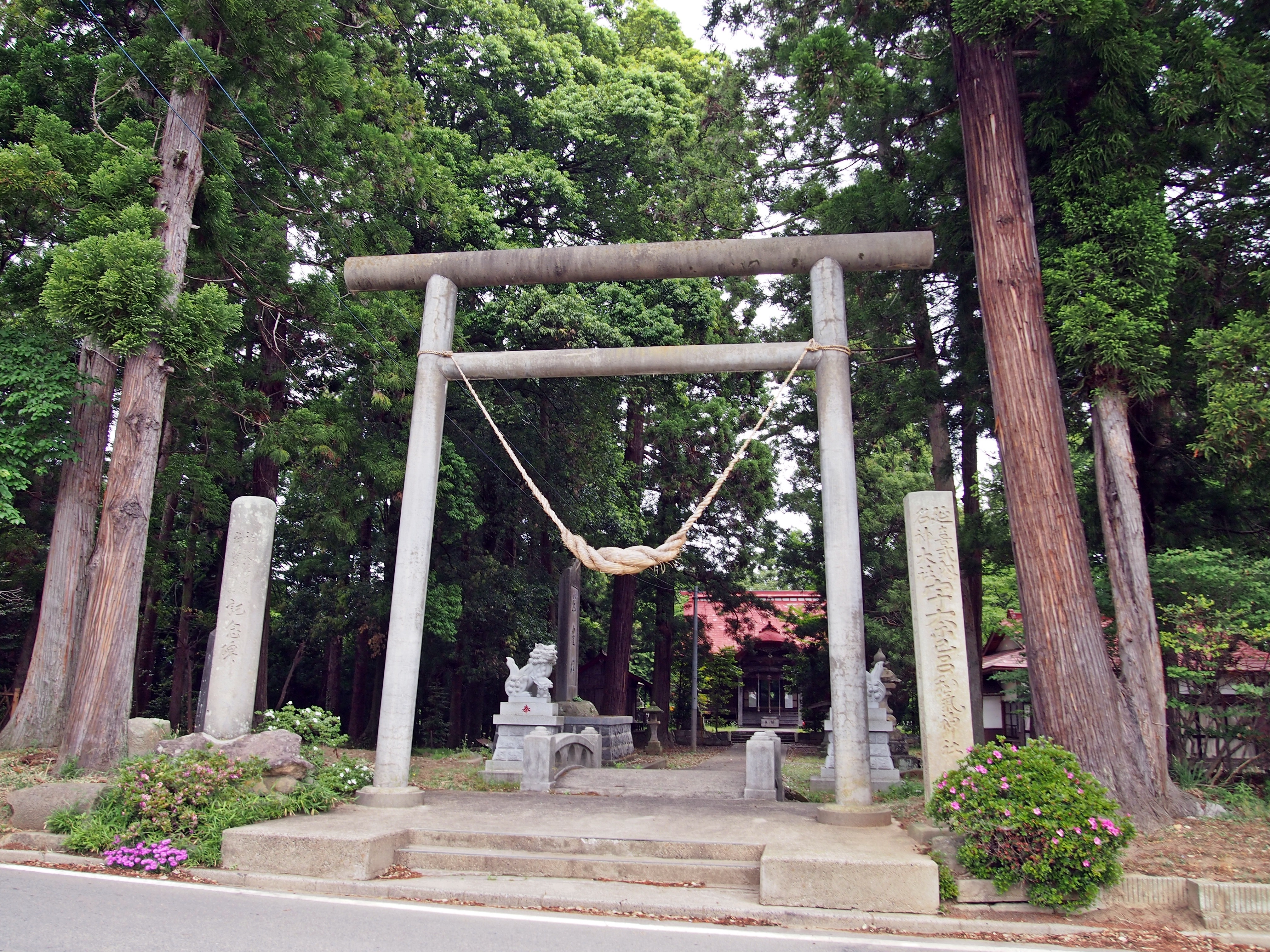
鳥居

## 摂末社
社殿前の西側には養蚕（蠶養国）神社（祭神：保食神・稚産霊神）と忠魂社の石祠がある。
境内社として、工藤祐経により勧請された三嶋神社・伊豆山神社・箱根神社、青麻神社・山神社・稲荷神社・春日神社・天満宮・厳島神社などの石祠があると記録されている。

## 祭事
春季大祭が4月2日から4日にかけて、秋季大祭が9月18日から20日に行われる。往古は流鏑馬・神輿渡御が行われていたが、嘉吉元年（1441年）の嘉吉の乱や長禄3年（1459年）頃の大飢饉の際にほとんどが廃絶してしまったという。二本松藩主の丹波氏の庇護を受けていた頃に、安積三十三郷の総社として神輿渡御の復興が試みられたが、現在は廃絶している。

## アクセス
所在地
- 福島県郡山市三穂田町八幡字上ノ台76番地[1]

### バス
- JR東日本東北新幹線郡山駅2番バス乗り場より長沼行で約35分「三穂田公民館」停留所下車すぐ（ダイヤ注意）

### 乗用車
- 郡山南ICから約10分